# Ludwik Żołnierz
Ludwik Stanisław Żołnierz (ur. 1957) – polski botanik, dr hab. nauk rolniczych, profesor nadzwyczajny i kierownik Katedry Botaniki i Ekologii Roślin Wydziału Przyrodniczego i Technologicznego Uniwersytetu Przyrodniczego we Wrocławiu.

## Życiorys
W 1990 obronił pracę doktorską Rola metali ciężkich w ekologicznej odrębności roślin i siedlisk serpentynitowych Dolnego Śląska, 18 listopada 2008 habilitował się na podstawie pracy zatytułowanej Zbiorowiska trawiaste występujące na dolnośląskich serpentynitach – wybrane aspekty ekologii. Piastuje funkcję profesora nadzwyczajnego i kierownika w Katedrze Botaniki i Ekologii Roślin na Wydziale Przyrodniczym i Technologicznym Uniwersytetu Przyrodniczego we Wrocławiu.